# Sparavieri
La famiglia Sparavieri (anticamente de Sparaveriis o Sparaverii) è una famiglia nobile italiana di Verona.

## Storia

Adorazione dei Magi dell'Orbetto in quella che fu casa Faccioli Sparavieri - inizio '900

Gli Sparavieri vennero ascritti al Maggior Consiglio di Verona dal 1400, nella persona di Antonio, rimanendovi fino alla soppressione e fu compresa nel Campione dell'estimo dal 1409. Ebbero in proprietà uno dei monti della Lessinia che prese il loro nome e furono presenti, oltre che a Verona, anche nelle zone circostanti, come ad Arbizzano, Cerea, Ronco all'Adige e Sona. In vari anni compresi tra il 1671 e il 1740 ricoprirono le cariche di vicario della Casa dei Mercanti, provveditore del Comune, podestà di Peschiera, giureconsulti, giudici di Collegio e ciambellani imperiali. Girolamo Murari dalla Corte narra che Sigismondo di Lussemburgo creò conte e cavaliere Gentile Sparavieri nel 1452.. Gli attuali esponenti discendono da un Bartolomeo Sparavieri, morto a Verona nel 1380.

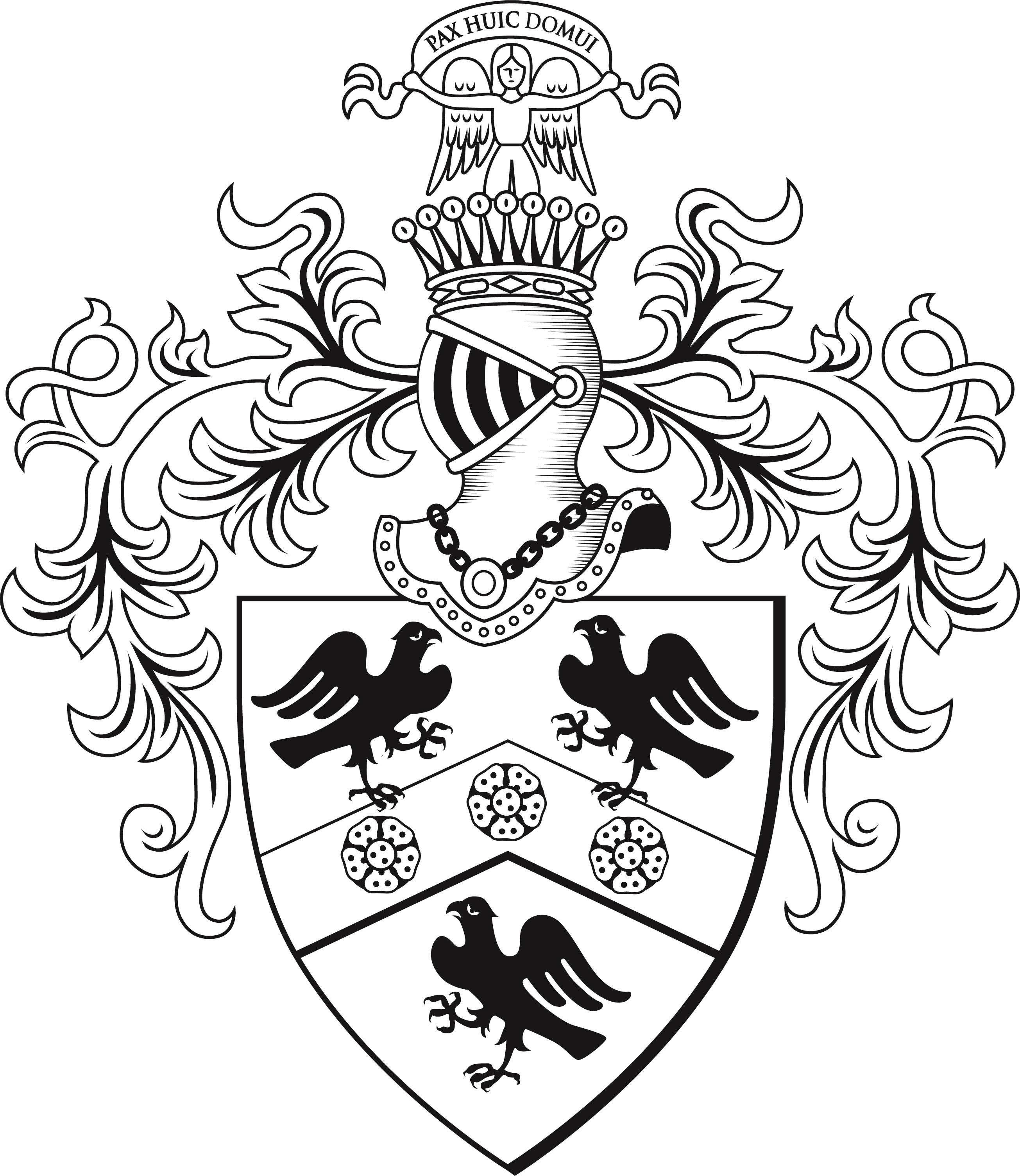
Arma della famiglia Sparavieri

Beatrice Sparavieri, madre badessa del monastero benedettino di Santo Spirito dal 1415 al 1438, commissionò un missale romanum a Giovanni Rasio da Imola, arciprete di San Procolo, che lo completò il 23 marzo 1424.
Francesco Sparavieri, nato a Verona nel 1631, laureatosi a Padova sotto la guida di Ottavio Ferrari fu dotto giureconsulto e letterato che in più occasioni venne chiamato a cariche pubbliche della sua città; rimase famoso il suo Castigationes ad Apologiam Thomæ Mazzæ et adversus responsiones Maccedi, edito nel 1676, per il quale ricevette encomi anche dal granduca Cosimo III de' Medici. Morì a Ronco all'Adige nel 1697.
Degna di nota era la pala raffigurante l'Adorazione dei Magi dell'Orbetto, acquistata da Giovanni degli Emili e poi di proprietà Sparavieri, attraverso il matrimonio di Vittoria degli Emili con Luigi Sparavieri, sino al 1944, anno dal quale non si hanno più notizie dell'opera.
Carlo Sparavieri e la moglie Giulia Guidi di Bagno furono gli ispiratori del romanzo La Pensierosa di Olga Visentini, ambientato in parte nella Villa Sparavieri di Cerea: «In quel romanzo di Olga Visentini ha l'appellativo di "Pensierosa" ed eroina della drammatica vicenda è Bianca da Prato in Sansalvaro, che io mi permetto di personificare nella contessa Giulia Sparavieri dei conti Guidi, marchesi di Bagno. La narrazione a fondo storico è anche frutto d'invenzione, ma luoghi, tempi e sovente personaggi sono presentati con molta parvenza di verità».
Ferdinando Sparavieri si distinse nella terza guerra d'indipendenza italiana del 1866-1870, arruolandosi a Novara nel Corpo dei Bersaglieri del Regno d'Italia combattendo a Custoza e ricevendo le spalline da ufficiale da Alfonso Lamarmora. Fu attivo anche nelle campagne contro il brigantaggio in Sicilia e Sardegna e fu ufficiale di ordinanza del ministro della Guerra Bonelli, fu anche Sindaco di Sona. Ebbe in moglie Giovanna Violante Pindemonte Rezzonico, nipote di Giovanni Pindemonte (che sposò Vittoria Widmann Rezzonico) e di Ippolito Pindemonte nonché discendente Della Scala (tra cui Alberto I e Bartolomeo I  e dei Della Torre). 
Sua figlia Ginevra si distinse per l'aiuto dato ad alcune famiglie ebree durante l'occupazione nazifascista a Verona. 
La nobiltà della famiglia venne confermata con Sovrana Risoluzione il 12 ottobre 1818 e, successivamente, con Regio Decreto motu proprio di riconoscimento il 1º marzo 1896 e con le Regie Lettere Patenti del 20 luglio 1896, con la seguente blasonatura "D'oro al capriolo di rosso, caricato di tre rose d'argento, bottonato d'oro ed accompagnato da tre sparvieri di nero volanti, i due superiori affrontati. Cimiero: un angelo in maestà nascente, crinito ed alato d'oro, vestito d'argento, portante un pendaglio d'oro."

## Membri principali
- Francesco Sparavieri (XVII secolo), vicario della Casa dei Mercanti, provveditore del Comune, giurista e letterato;
- Bartolomeo Sparavieri (XVIII secolo), vicario della Casa dei Mercanti e provveditore del Comune;
- Ferdinando Sparavieri (XIX secolo), combattente nelle battaglie per l'indipendenza d'Italia e Sindaco di Sona;
- Eleonora Sparavieri (XIX secolo) sposata Freschi di Cucagna, mecenate;
- Ginevra Sparavieri (XIX secolo), attiva nella resistenza;
- Ferdinanda "Nanda" Sparavieri (XX secolo), anti-fascista, benefattrice e filantropa, moglie di Alberto Trabucchi.

## Dimore
- Palazzo degli Honorij in Piazza Bra a Verona (Michele Sanmicheli)
- Palazzo Sparavieri in Stradone San Fermo a Verona (Giuseppe Barbieri (architetto), 1818)[15]
- Palazzo Sparavieri, Ghirardini in Via Garibaldi a Verona
- Corte Sparavieri di Angiari[16]
- Villa Verità, Sparavieri di Arbizzano[17]
- Villa Verità, Sparavieri di Cerea
- Villa Sparavieri di Desenzano del Garda
- Villa Sangiovanni, Pasetti-Sparavieri di Montebello Vicentino[18]
- Villa Sparavieri a Settimo di Pescantina[19]
- Villa Macola, Sparavieri di Sona[20]
- Villa Rizzi, Faccioli-Sparavieri di Caldiero[21]

## Monumenti

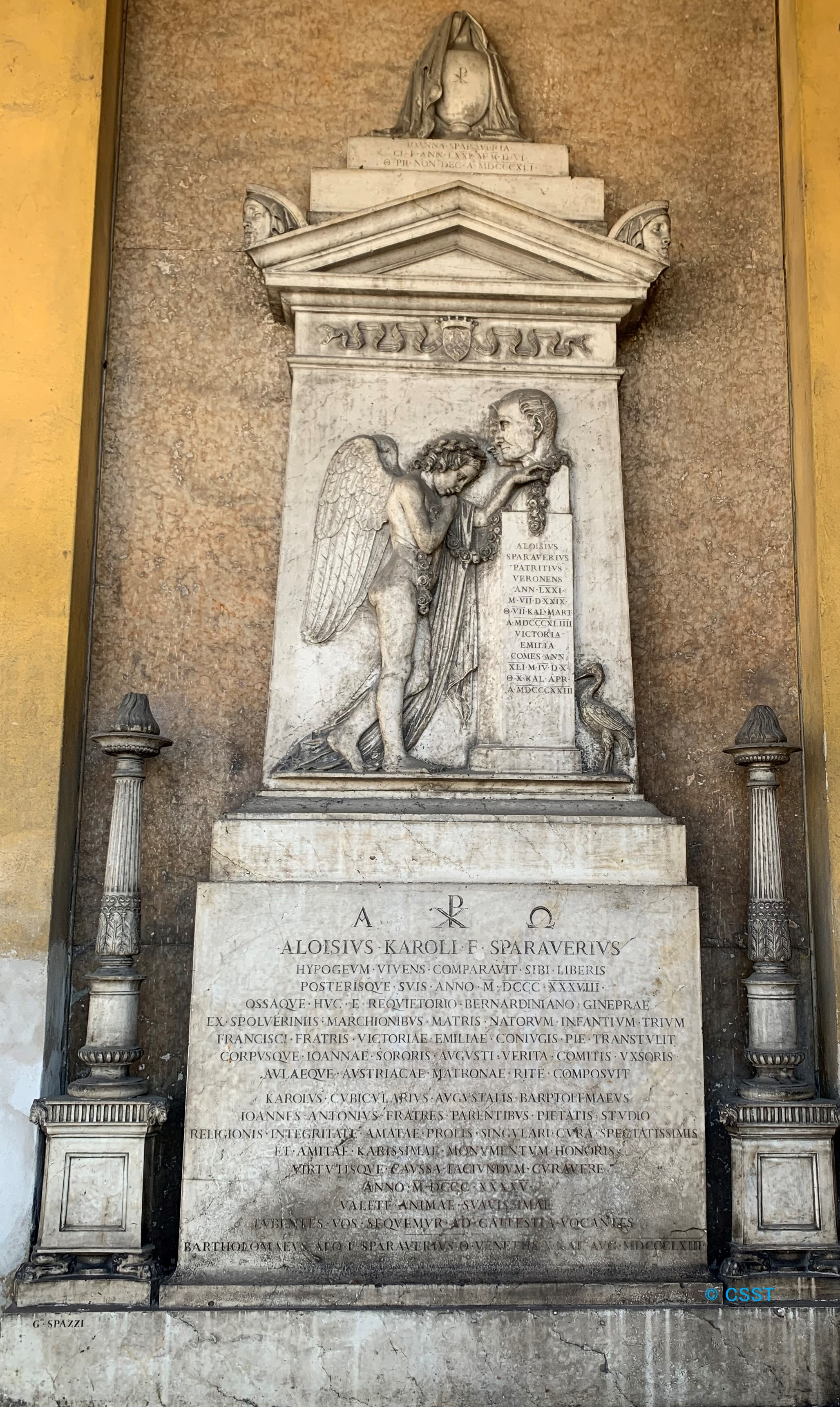
Tomba Sparavieri

- Monumento Sparavieri, realizzato da Grazioso Spazzi e sito nel Cimitero Monumentale di Verona al n. CC dell'intercolumnio